# 马特·鲁宾逊
马特·鲁宾逊（英語：Mat Robinson，1986年6月20日—），加拿大男子冰球运动员。他曾代表加拿大国家队参加2018年和2022年冬季奥林匹克运动会冰球比赛，其中2018年冬季奥运会获得一枚铜牌。